# Le buttane
Le buttane è un film del 1994 diretto da Aurelio Grimaldi tratto dal suo libro omonimo.
La pellicola, ambientata a Palermo e girata in lingua siciliana, è stata presentata in concorso al 47º Festival di Cannes, il film ha suscitato polemiche per una visione piuttosto spregiudicata e provocatoria della prostituzione.
Il titolo del film è l'italianizzazione del siciliano i buttani.

## Trama
Il film affronta la vita quotidiana di varie prostitute, alcune delle quali incontrano i loro clienti in strada, mentre altre direttamente nella propria casa. È mostrata anche la relazione fra un uomo anziano e un giovane di bell'aspetto, di natura sessuale per il primo e puramente economica per il secondo. Storie di ragazzini che spendono una fortuna perché invaghiti di una prostituta, storie di sfruttamenti e i rischi del mestiere vengono presentati con l'obiettivo di ritrarre realisticamente le vite delle figure descritte dall'opera.